# 交響的舞曲 (ラフマニノフ)
『交響的舞曲』（こうきょうてきぶきょく、英語: Symphonic Dances）作品45はロシアの作曲家、セルゲイ・ラフマニノフの最後の作品である。1940年に作曲された。

## 創作・初演の経緯
1940年にニューヨークのロングアイランドで作曲された。作曲者自身が「何が起こったのか自分でもわからないが、おそらくこれが私の最後の煌きになるだろう」と述べたように、この作品がラフマニノフの「白鳥の歌」となった。
オーケストレーションに先立って、まず2台ピアノのための版が8月10日に完成された。この2台ピアノ版の初演はラフマニノフの自宅で開かれた私的な演奏会で、作曲者自身とウラディミール・ホロヴィッツの共演により行われた。この版には作品45aという作品番号が与えられている。
2台ピアノ版の完成後、ラフマニノフは指揮者のユージン・オーマンディに宛てた8月21日付の手紙の中で、新しい交響的作品を作曲中であること、そして完成後にそれをオーマンディと、当時オーマンディが音楽監督を務めていたフィラデルフィア管弦楽団に献呈したい旨を述べていた。この時点でラフマニノフは「幻想的舞曲集」として着想しており、各楽章に「真昼」、「黄昏」、「夜中」という標題を付すことも構想していた。
オーケストレーションは10月29日に完成し、各楽章の標題は破棄されて3つの楽章からなる『交響的舞曲』として発表された。初演は1941年1月3日にユージン・オーマンディ指揮、フィラデルフィア管弦楽団によって行われ、好評を以て迎えられた。

## 作品
4楽章制ではなく、舞曲として作曲されたとはいえ、グリーグの同名の作品とは異なり各楽章間に構成上の緊密な連関が見られることから、交響曲としての性格も併せ持っている。精力的なリズミカルな部分と、作曲者特有の濃密で抒情的な旋律とが結び付いた作品に仕上がっている。
作品中には自作の交響曲第1番、及び『徹夜祷』からの引用が見られる。交響曲第1番は初演の失敗以来ほぼ半世紀にわたって上演されず、出版もされていなかったので、ラフマニノフの内輪の人物以外にこの参照関係に気付いた者がいたとは到底考えにくい。
グレゴリオ聖歌「怒りの日」の旋律主題の執拗な引用も際立っている。前述の交響曲第1番をはじめ『死の島』、交響曲第2番、『鐘』、『ヴォカリーズ』、『パガニーニの主題による狂詩曲』、交響曲第3番などとともに、この旋律を効果的に使用した作品の一つである。

## 楽器編成
交響曲第3番とほぼ同じ編成を踏襲。ラフマニノフの作品で唯一サクソフォンが使われており、第1楽章で重要な役割を担う。なお、打楽器については、第2楽章ではティンパニ、シンバル、バスドラムのみが用いられ、第3楽章ではスネアドラム、シロフォン、鐘がこの3楽章のみで使用される。また、ピアノは第3楽章では使用されない。
- 木管楽器
  - ピッコロ、フルート2、オーボエ2、イングリッシュ・ホルン、クラリネット2、バス・クラリネット、アルト・サクソフォン（第1楽章のみ）、ファゴット2、コントラファゴット
- 金管楽器
  - ホルン4、トランペット3、トロンボーン3、チューバ1
- 打楽器、その他
  - ティンパニ、トライアングル、タンブリン、スネアドラム、シンバル、大太鼓、タムタム、シロフォン、グロッケンシュピール、鐘3（D,E♭,F＃）、ピアノ、ハープ
- 弦楽器
  - 第1ヴァイオリン、第2ヴァイオリン、ヴィオラ、チェロ、コントラバス

## 楽章構成
以下のように3つの楽章からなる。演奏時間約35分。

### 第1楽章：Non allegro
ハ短調。形式はほぼ三部形式に従っているが、ソナタ形式の要素も併せ持っている。曲の始まりは、弦楽器が弱音で刻む上で、木管楽器によって主題が断片的に奏され、全奏で決然とした響きになる。ザクザクした行進曲調のリズムの上を木管楽器によって主題の全容が呈示され、弦楽器やピアノを加えつつ変奏され発展していく。中間部では嬰ハ短調に転じ、オーボエとクラリネットが出す動機に続いてアルト・サクソフォーンが哀愁を帯びた旋律を歌う。この旋律は次第にロマンティックな色調を帯び、再びピアノなどが加えられながら表情豊かに扱われたのち、バスクラリネットによって暗雲が演出されて徐々に加速し、最初の主題が回帰する。しかし、これは単純な反復ではなく、展開部のような扱いも見られる。ハ長調に転調したコーダでは交響曲第1番第1楽章の主題が回想され、静かに曲を閉じる。

### 第2楽章：Andante con moto (Tempo di valse)
ト短調、三部形式。この楽章はチャイコフスキーやアレンスキーの好んだワルツ楽章となっているが、華やかさよりも一抹の不安や哀愁が色濃く出ている。曲は不安な雰囲気を帯びたファンファーレから始まる。続いてワルツのテンポが刻まれるも、それはファンファーレによって中断を余儀なくされる。その後、独奏ヴァイオリンが導入の楽句を弾いて主題に入る。主部のワルツの主題も、暗く幻想的な雰囲気を持っており、それに絡む対旋律が不安な気分を高めていく。その後、冒頭のファンファーレが再び登場し、新しいワルツの旋律を導き出すも、いずれも不安な気分は湛えられたままである。最後はテンポを上げたコーダによって閉じられる。

### 第3楽章：Lento assai - Allegro vivace
三部形式だが、ソナタ形式の痕跡も認められる。導入部はロ短調に始まり、主部でニ長調に転じる。この楽章はスケルツォ的な性格を帯びており、調性やリズムも絶え間なく変化していく。また、「怒りの日」の主題が随所に強烈に打ち出される。
短い導入部では、下降する動機と不気味な鐘がこの楽章の内容を暗示する。自由な三部形式による主部に入ると、ファゴットが主題の断片を出し、それにフルートと鐘の響きが応える。オーケストラ全体でニ長調のスケルツォ風の主題（ソナタ形式における第一主題）が提示されて変奏風に取り扱われ、ピッコロとシロフォンで呈示されるホ短調の新たな旋律（ソナタ形式における第二主題）がそれに絡み合う。結尾部で一度頂点を形成した後に中間部では減速し、憂鬱なワルツ的旋律（『死の島』の引用）が歌われる。オーボエによって第一主題への回帰が呈示されると徐々に楽器が増え、それに絡むような形で「怒りの日」の旋律が姿を現して曲は幻想的な雰囲気を帯びていき、全奏とタムタムの一撃によって再び頂点が形成される。怒りの日と融合した第一主題がごく短く提示され、結尾部の強烈なカタストロフと打楽器による経過句を経て低弦楽器による第二主題（ニ短調）が再現される。コーダ直前で『徹夜祷』第9曲のアレルヤの旋律（スコアにも"Alliluya"の表記が見られる）の引用が見られ、神への祈りを暗示する。コーダでは第一部の結尾部がニ長調で再現され、アレルヤの音楽を繰り返して熱狂的に曲を締めくくる。

## 振付け
「舞曲」という題名の通り、この作品は実際に舞踏に用いられることが想定されていた。ラフマニノフはオーケストレーションの完成前にこの作品をミハイル・フォーキンにピアノで披露していた。フォーキンはラフマニノフのパガニーニの主題による狂詩曲をバレエ化して作曲者を喜ばせたことのある舞踏家で、この作品もフォーキンによって振付けられることが構想されていたのである。しかし初演の翌年の1942年にフォーキンが亡くなったため、この構想は実現には至らなかった。
後にアルヴァトーレ・アイエッロが1991年にノースカロライナ州バレエ劇場のために、ピーター・マーティンズが1994年にニューヨークシティ・バレエ団のために、それぞれこの曲に振付けを行なった。